# عزلة الناصفة (البيضاء)

تعديل مصدري - تعديل

عزلة الناصفة هي إحدى عزل مديرية الزاهر في محافظة البيضاء اليمنية ويبلغ تعداد سكانها 7207 نسمة حسب التعداد السكاني في اليمن لعام 2004.